# La mia signora
La mia signora è un film ad episodi del 1964 diretto da Tinto Brass, Mauro Bolognini e Luigi Comencini ed interpretato in tutti e cinque gli episodi da Alberto Sordi e Silvana Mangano.

## Trama

### Ep. 1: L'uccellino
Regia: Tinto Brass - Soggetto e Sceneggiatura: Rodolfo Sonego e Alberto Bevilacqua
Una donna nutre un affetto maniacale per il suo canarino e lo vizia oltre ogni limite. Il marito, vedendosi totalmente ignorato ed esasperato da questa situazione, studia un piano raffinato per sopprimere il pennuto sparandogli da lontano. La moglie continua a comprare uccelli e il marito a ucciderli, finché non decide di usare il fucile per liberarsi della consorte.

### Ep. 2: Eritrea
Regia: Luigi Comencini - Soggetto: Luigi Comencini e Marcello Fondato

Sceneggiatura: Marcello Fondato
L'arrivista ing. Sartoletti fa di tutto per ingraziarsi un potente onorevole, che però non vuol saperne di aiutarlo finché non cambia atteggiamento vedendo una prostituta, Eritrea (che Sartoletti aveva incontrato del tutto casualmente), e credendola la moglie di lui. L'ingegnere propone a Eritrea di fingersi sua moglie, con l'intento di spingerla a letto con il politico. Il proposito sembra sfumare a causa dell'ingenuità di Eritrea, ma poi va a buon fine; la donna, dopo aver imparato a frequentare l'alta società, finisce sposata con un uomo ricco e molto più anziano di lei.

### Ep. 3: I miei cari
Regia: Mauro Bolognini - Soggetto tratto da una novella di Goffredo Parise

Sceneggiatura: Rodolfo Sonego
Un uomo ancora giovane è malato, tanto da dover passare lungo tempo in ospedale. I suoi familiari (moglie, figlio e suocera) in visita, anziché confortarlo, lo mortificano perché a loro dire essendo malato lui non potrebbe prendersi le sue responsabilità di padre di famiglia.

### Ep. 4: Luciana
Regia: Mauro Bolognini - Soggetto e Sceneggiatura: Rodolfo Sonego
Giovanni e Luciana si incontrano casualmente al ristorante dell'aeroporto di Fiumicino: entrambi accompagnano i rispettivi coniugi in partenza con lo stesso volo intercontinentale. Entrambi hanno contratto un matrimonio di interesse per poi pentirsene: il marito di Luciana è un industriale anziano e di carattere arido, la moglie di Giovanni è una donna mascolina, volgare e autoritaria. Quando viene annunciato un guasto al carrello dell'aereo su cui sono partiti i due, Giovanni e Luciana notano di essere nella stessa situazione (ognuno dei due erediterebbe una fortissima somma in caso di vedovanza), familiarizzano e scoprono una forte intesa che li porterà a consumare un rapporto clandestino, in attesa di un possibile atterraggio di emergenza ma in realtà con la segreta speranza di una disgrazia. L'aereo però riesce ad atterrare e tutto torna come prima.

### Ep. 5: L'automobile
Regia: Tinto Brass - Soggetto e Sceneggiatura: Rodolfo Sonego
Un uomo si presenta al commissariato per denunciare il furto della propria Jaguar, a cui è attaccato in modo morboso. La moglie, chiamata a testimoniare, dichiara di aver preso la macchina per andare a trovare clandestinamente un giovanotto semisconosciuto e di aver lasciato il mezzo incustodito durante il loro incontro intimo. Il marito non batte ciglio di fronte al tradimento di lei e si preoccupa solo della Jaguar: quando questa viene ritrovata si lascia andare a indescrivibili scene di giubilo, a cui la donna reagisce con un sonoro schiaffone.

## Cast
Nel film appaiono, in due ruoli da comprimari abbastanza sostanziosi, due "volti", scoperti già anziani da Federico Fellini: Mario Conocchia (interprete, fra gli altri, di 8½, 1963, e Giulietta degli spiriti, 1965 e padre della doppiatrice Luisella Visconti, prematuramente  scomparsa nel 1967) e Maria Tedeschi, una delle più longeve caratteriste del cinema italiano.

Degna di nota anche la presenza di Elena Fabrizi, all'epoca non ancora nota al grande pubblico come la Sora Lella, nella parte di una simpatica e corpulenta suora infermiera nel terzo episodio.

## Curiosità
- Nell'episodio Eritrea, Claudio Gora - che solitamente recita con la propria voce - viene doppiato da Francesco Sormano, il quale si è spesso ritagliato il ruolo da caratterista del ricco e borioso borghese torinese.
- Sempre l'episodio Eritrea è stato rifatto da Sergio Corbucci come segmento del film Rimini Rimini del 1987, con Jerry Calà nel ruolo di Sordi, Livia Romano in quello della Mangano e Paolo Bonacelli nella parte del commendatore donnaiolo; il finale però è diverso, e vede l'intervento determinante di Sylva Koscina nel ruolo della sorella del commendatore.
- In una sequenza dell'episodio Eritrea,  Alberto Sordi e Silvana Mangano giocano a scopone scientifico; entrambi, otto anni dopo, saranno i protagonisti del film Lo scopone scientifico, diretto sempre da Luigi Comencini.
- Nell'episodio Luciana, Marisa Fiorio, una spigolosa e spigliata miliardaria, accettò di interpretare Roberta, la terribile moglie di Giovanni, per poi abbandonare l'ambiente cinematografico. Nel film la Fiorio è doppiata con un marcato accento lombardo da Didi Perego.
- Resta uno dei pochissimi film di Alberto Sordi che ancora non è stato realizzato in DVD. È stato esclusivamente distribuito in VHS (Domovideo e Ricordi) con pochi passaggi televisivi.